# Cantonul Mirande
Cantonul Mirande este un canton din arondismentul Mirande, departamentul Gers, regiunea Midi-Pyrénées, Franța.

## Comune
| Comune               | Populație (1999) | Cod poștal | Cod INSEE |
| -------------------- | ---------------- | ---------- | --------- |
| Bazugues             | 55               | 32170      | 32034     |
| Belloc-Saint-Clamens | 148              | 32300      | 32042     |
| Berdoues             | 352              | 32300      | 32045     |
| Clermont-Pouyguillès | 158              | 32300      | 32104     |
| Idrac-Respaillès     | 201              | 32300      | 32156     |
| Laas                 | 237              | 32170      | 32167     |
| Labéjan              | 259              | 32300      | 32172     |
| Lagarde-Hachan       | 131              | 32300      | 32177     |
| Lamazère             | 130              | 32300      | 32187     |
| Loubersan            | 168              | 32300      | 32215     |
| Marseillan           | 68               | 32170      | 32238     |
| Miramont-d'Astarac   | 344              | 32300      | 32254     |
| Mirande              | 3.568            | 32300      | 32256     |
| Moncassin            | 119              | 32300      | 32263     |
| Ponsampère           | 118              | 32300      | 32323     |
| Saint-Élix-Theux     | 110              | 32300      | 32375     |
| Saint-Martin         | 420              | 32300      | 32389     |
| Saint-Maur           | 111              | 32300      | 32393     |
| Saint-Médard         | 293              | 32300      | 32394     |
| Saint-Michel         | 241              | 32300      | 32397     |
| Saint-Ost            | 86               | 32300      | 32401     |
| Sauviac              | 134              | 32300      | 32419     |
| Viozan               | 114              | 32300      | 32466     |